# Nora Roberts
Nora Roberts (nascida Eleanor Marie Robertson, em 10 de outubro de 1950, Silver Spring, Maryland) é uma escritora norte-americana com mais de duzentos best-sellers publicados. Ela escreve também sob o pseudônimo de J. D. Robb (na Série Mortal), Jill March e Sarah Hardesty (em publicações no Reino Unido).
Roberts foi a primeira mulher a figurar no Romance Writers of America Hall of Fame. A partir de 2011, seus romances, combinados, totalizaram 861 semanas na Lista de Best-Sellers do New York Times, incluindo 176 semanas na posição de número um. Mais de 400 milhões de cópias de seus livros foram impressas, incluindo 12 milhões de cópias vendidas em 2005.
Autora de destaque e a primeira a ser escolhida para a Galeria da Fama dos Escritores Românticos dos Estados Unidos, Nora Roberts é considerada uma pintora de palavras que a cada pincelada, dá vida a personagens cheios de energia e vigor.

## Biografia

### Vida pessoal

#### Início
Eleanor Marie Robertson nasceu em 10 de outubro de 1950, em Silver Spring, Maryland, sendo a única filha e a mais jovem de cinco irmãos. Ela possui ascendência irlandesa, pois tanto seu pai quanto sua mãe têm ancestrais irlandeses. Criada em uma família de leitores ávidos, Roberts sempre esteve em contato com a literatura, considerando-a importante. Durante a infância, embora ela sempre inventasse histórias em sua cabeça, Nora Roberts nunca escreveu nada além de redações escolares. Diz que "contava mentiras muito boas—algumas em que minha mãe ainda acredita." Roberts frenquentou uma escola católica, onde aprendeu a ter senso de disciplina. Durante o segundo ano do ensino médio, Roberts transferiu-se para uma escola pública local chamada Montgomery Blair High School, onde ela conheceu Ronald Aufdem-Brinke, seu primeiro marido. Eles se casaram em 1968, contra a vontade dos pais dela, logo depois de sua formatura do colegial.
Os recém-casados mudaram-se para Keedysville, Maryland. O marido de Roberts trabalhava na metalúrgica do pai, mas deixou o emprego para trabalhar na empresa de iluminação dos pais da esposa. Ela ficava em casa com os dois filhos, Dan e Jason. Chamando isso de seus anos "Earth Mother", Roberts passava a maior parte do seu tempo fazendo artesanato, incluindo cerâmica, e costurando roupa para os filhos. Em 1983, o casamento acabou em divórcio.

#### Presente
Roberts conheceu Bruce Wilder, seu segundo marido, quando o contratou para fazer estantes de livros. Eles se casaram em 1985. Wilder administra uma livraria chamada Turn the Page Books, localizada em Boonsboro, Maryland. O casal também é dono do histórico Boone Hotel, que passou por reformas após um incêndio ocorrido em fevereiro de 2008. Depois de um investimento de 3 milhões de dólares, o hotel foi aberto em 17 de fevereiro de 2009.
Nora Roberts acredita que seguir uma carreira como escritor requer disciplina: "Você ficará desempregado se ficar sentado a espera de que uma súbita inspiração recaía sobre seus ombros". Ela se concentra em um livro de cada vez, escrevendo oito horas por dia, mesmo durante as férias. Ao invés de fazer um esboço ou um resumo de suas tramas, Roberts escreve um evento ou esboça um personagem chave. Ela, então, escreve um primeiro esboço com os elementos básicos da história. Depois de terminar o primeiro esboço, a autora volta ao início da história. No segundo esboço entram os principais detalhes, a "textura e cor" do trabalho, assim como uma abordagem mais aprofundada dos personagens. Ela então faz uma revisão do trabalho para polir o romance antes de enviar a Amy Berkower, sua agente. Roberts frequentemente escreve trilogias, terminando de redigir cada livro em sequência para que possa acompanhar os personagens. Quando é possível, ela faz o mesmo com a Série Mortal, escrevendo três obras em sequência antes de voltar aos romances contemporâneos. Suas trilogias são todas lançadas em brochura porque ela acredita que o lançamento de livros de capa dura faz o leitor esperar muito tempo.
A autora faz muitas das suas pesquisas através da internet, pois tem aversão a voar. Apesar disso, ela possui propriedades em County Clare, Irlanda, e visita o lugar com frequência. Alguns de seus romances são ambientados em Ardmore, County Waterford, um vilarejo irlandês.

### Carreira

#### Começo
Roberts começou a escrever durante uma nevasca, ocorrida em fevereiro de 1979, enquanto estava presa em casa com os dois filhos. Ela diz que com três metros de neve, um estoque cada vez mais escasso de chocolate e sem escola, ela tinha pouca coisa para fazer. Enquanto escrevia pela primeira vez as suas ideias, ela se apaixonou pelo processo de escrever e rapidamente redigiu três manuscritos. Ela enviou seus esboços a Editora Harlequin, líder em publicação de romances, mas eles foram rejeitados várias vezes. Ela diz: "Recebi a rejeição padrão nas primeiras tentativas para depois receber a minha recusa favorita. Enviaram meu manuscrito de volta com um gentil bilhete que dizia que meu trabalho era promissor e que a história havia sido muito bem escrita e interessante. Mas eles já tinham a sua autora americana e ela era Janet Dailey".

#### Pseudônimos

##### Nora Roberts
Em 1980, uma nova editora, chamada Silhouette, foi criada para recolher os milhares de manuscritos de escritores norte-americanos que a Harlequin esnobava. Roberts encontrou abrigo na Silhouette, onde conseguiu publicar seu primeiro livro. Intitulado Irish Thoroughbred, o romance foi publicado em 1981. Ela usou o pseudônimo Nora Roberts, uma forma abreviada de seu nome de batismo, porque acreditava que todos os autores tinham pseudônimos.
Entre os anos de 1982 e 1984, Roberts escreveu 23 romances para a Silhouette. Eles foram publicados em vários projetos de impressão da editora, tais como Silhouette Sensation, Silhouette Special Edition, Silhouette Desire, Silhouette Intrigue, e o programa de reimpressão MIRA. Apesar de ter escrito vários livros, Roberts não teve sucesso até 1985, quando ela lançou Playing the Odds, primeiro romance da Série MacGregor. O livro rapidamente tornou-se um best-seller. A autora publicou outras histórias da saga e os leitores começaram a associar o nome de Nora Roberts a outros romances que ela já havia publicado.
O trabalho de Roberts foi fundamental para mudar a cara dos romances, afastando-os do padrão com uma heroína virgem de dezoito anos e uma representação superficial do personagem masculino. Suas primeiras heroínas eram menos passivas que a norma da época. Os romances dela também incluíam uma abordagem mais profunda do herói porque "os livros são sobre duas pessoas, e os leitores devem ter a oportunidade de conhecer a mente e coração de ambos". Os anos em que ela passou escrevendo romances de categoria ajudaram a aperfeiçoar sua habilidade de criar personagens mais reais. O espaço limitado na página desse tipo de romance força o escritor a "pintar" seus personagens "com rapidez e clareza, em um curto intervalo de tempo." Em 1987, ela começou a escrever romances com um título só para a Bantam Books. Cinco anos mais tarde, ela foi trabalhar na Putnam para escrever romances com capa dura de apenas um título e também obras originais. Ela alcançou a lista de best-sellers de capa dura em 1996, com Montana Sky, seu quarto romance publicado em capa dura. Apesar do sucesso com edições em capa dura, Roberts ainda publica edições em brochura. Ao contrário de muitos outros autores que deixaram de escrever romances de categoria para publicar romances de um título só, ela ainda escreve curtas histórias de categoria. Sua ligação com os livros mais curtos de categoria decorre de sua vida como uma jovem mãe com dois meninos e sem muito tempo para ler, como ela "[lembra] exatamente o que era querer, mas não ter tempo de ler 200 mil palavras."
A carreira de Nora Roberts é apresentada na obra A Natural History of the Romance Novel, escrita por Pamela Regis. Regis considera Roberts "uma mestra do romance porque ela tem 'um ouvido apurado para o diálogo, constrói cenas ágeis, mantém o ritmo da página virando e fornece uma caracterização convincente". A Publishers Weekly elogiou o seu "humor irônico e o uso de diferentes narradores, dois recursos antes raros" no gênero de livros de romance.
Muitas das obras de Roberts lidam com assuntos relacionados à família. A autora acredita que o seus senso familiar é uma parte importante dela e de seu amadurecimento. Ela considera a família importante e isso reflete-se em seus livros. Seus personagens "vem de algum lugar e, de onde eles vêm, seja bom ou mau, tem um importante papel em quem eles são e no que podem se tornar".

#### J. D. Robb
Roberts sempre quis escrever romances de suspense no mesmo estilo de Mary Stewart, mas, seguindo o conselho de sua agente, ela concentrou seu trabalho em romances contemporâneos para conquistar os leitores. Em 1992, quando passou a trabalhar na Putnam, a editora logo percebeu que não conseguia lidar com as produções prolíficas de Roberts. Os editores sugeriram que a autora adotasse um pseudônimo, assim eles poderiam publicar mais trabalhos dela a cada ano.
Amy Berkover, a agente dela, convenceu os editores a permitirem que Roberts publicasse romances de suspense sob o novo pseudônimo. O seu primeiro romance de suspense foi publicado em 1995 e era assinado por J. D. Robb. As iniciais J. e D. foram retiradas dos nomes de seus filhos, Jason e Dan, enquanto Robb é uma forma abreviada de seu próprio sobrenome. Inicialmente, Roberts tinha escolhido o pseudônimo D. J. MacGregor, mas, um pouco antes de publicar o livro, ela descobriu que outro autor já usava esse pseudônimo.
Como J. D. Robb, Roberts publicou uma gama de futurísticas ficções científicas policiais. Esse livros, todos parte integrante da "Série Mortal", são ambientados na cidade de Nova York, em meados do século XXI, e protagonizados por Eve Dallas, policial do estado de Nova York, e o seu marido Roarke. Embora cada obra dê ênfase a solução de um crime, o tema central da série e o desenvolvimento do relacionamento entre Eve e Roarke. Quando a "Série Mortal" começou , nem Roberts nem a editora revelaram que ela era a autora. Eles queriam que a série conquistasse mérito e leitores por conta própria.
Depois de publicar dezoito obras da "Série Mortal", Putnam decidiu publicar Divided in Death, a décima nona edição, em capa dura. O livro tornou-se o primeiro best-seller de Roberts de 2004.
Em fevereiro de 2012 a Putnam Books publicará Celebrity in Death, a 34a obra da Série Mortal.

#### Outros pseudônimos
Roberts escreveu "Melodies of Love", uma história para uma revista sob o nome de Jill March. Ela também ficou conhecida como Sarah Hardesty. Quando a série "Born In" foi lançada no Reino Unido, carregava esse nome ao invés de Nora Roberts. Desde então, ela tem trocada os editores.

### Sucesso
Roberts é extremamente prolífica. Em 1996, ela ultrapassou a marca de cem romances com Montana Sky. Em 1999 e 2000, quatro dos cinco romances que o USA Today listou como os romances mais vendidos do ano tinham sido escritos pela autora. A sua primeira aparição na lista de best-sellers do New York Times foi em 1991. Entre 1999 e 2001, ela possuía 68 romances na lista de best-sellers do NYT, incluindo brochuras e livros de bolso. O New York Times não fez resenha de nenhum desse romances. De acordo com a Publishers Weekly, em 2001, Roberts publicou 10 best-sellers de bolso, sem levar em conta os livros escritos sob o pseudônimo J. D. Robb. Em setembro de 2001, Roberts alcançou a posição de primeiro e segundo lugar na lista de best-sellers da Publishers Weekly. O romance Time and Again, escrito por Nora Roberts, chegou ao primeiro lugar, enquanto Seduction in Death, escrito por J. D. Robb, alcançou a segunda posição.
Desde 1999, todos os livros da autora têm sido um bestseller do New York Times, sendo que 124 dessas obras figuraram a lista de mais vendidos do Times, incluindo 29 que chegaram ao primeiro lugar. A partir de 2006, os romances de Roberts, combinados, têm passado um total de 660 semanas na lisa de mais vendidos do NYT, incluindo 100 semanas em 1o lugar. Fora dos Estados Unidos, as obras são comercializadas por Judy Piatkus, da companhia independente Piatkus Books, que publica cerca de 150 livros por ano. Nora Roberts possui cerca de 280 milhões de livros impressos, incluindo as 12 milhões de cópias vendidas somente no ano de 2005. Seus romances foram publicados em 35 países.
Membro fundador da Romance Writers of America (RWA), Roberts foi a primeira a ser homenageada no Hall da Fama da organização. Em 2006, ela ganhou um número sem precedentes de 19 RITA Awards, a mais alta honra do gênero romance.
A revista Time listou Roberts como uma das 100 pessoas mais influentes de 2007, dizendo que ela "tem inspecionado, dissecado, desconstruído, explorado, explicado e exaltado as paixões do coração humano". Os únicos escritores a figurarem a lista foram a própria Nora Roberts e David Mitchell.

#### Vítima de plágio
Em 1997, Janet Dailey, outra escritora de best-sellers, admitiu ter copiado vários trabalhos de Roberts. O caso veio à tona depois que uma leitora comparou a obra Sweet Revenge, de Nora Roberts, e o livro Notorious, de Dailey, postando as partes semelhantes na internet. Chamando o plágio de "estupro mental", Roberts processou a plagiadora. Dailey reconheceu o plágio e o atribuiu a um distúrbio psicológico. Ela admitiu que Aspen Gold e Notorious, dois de seus romances, tinham sido pesadamente baseados em trabalhos de Roberts. Ambos os livros foram retirados de circulação após a confissão de Dailey. Em abril de 1998, Dailey foi processada e, embora não tenha sido estabelecido nenhum termo, Roberts havia dito que todo o dinheiro ganho no processo deveria ser doado a Literacy Volunteers of America.
Em janeiro de 2008, Roberts juntou-se a outros escritores que criticaram pesadamente Cassie Edwards, autor de romances, que utilizou vários trabalhos antigos (muitos dos quais estão sob domínio público) em seus livros sem creditá-los. O episódio forçou Edwards a abandonar a carreira.
Em 2019 Nora Roberts processou a escritora Cristiane Serruya, brasileira que reside nos Estados Unidos e escreve em língua inglesa, por plágio de 10 de seus romances. A brasileira enfrenta diversas acusações de violação de direitos autorais, por vários autores.

## Prêmios

### Como Nora Roberts

#### Golden Medallion awards
Golden Medallion Awards foram concedidos a autora pela Romance Writers of America.
- The Heart's Victory: 1983 Golden Medallion por Melhor Romance Sensual Contemporâneo (Best Contemporary Sensual Romance)
- Untamed: 1984 Golden Medallion por Melhor Romance Tradicional (Best Traditional Romance)
- This Magic Moment: 1984 Golden Medallion por Melhor Obra Contemporânea entre 65 e 80 mil palavras (Best Contemporary 65-80,000 words), compartilhado com Destiny's Sweet Errand, de Deirdre Mardn
- Opposites Attract: 1985 Golden Medallion por Melhor Romance Contemporâneo de Curta Duração (Best Short Contemporary Romance)
- A Matter of Choice: 1985 Golden Medallion por Melhor Série de Romance Contemporâneo de Longa Duração (Best Long Contemporary Series Romance)
- One Summer: 1987 Golden Medallion por Melhor Série de Romance Contemporâneo de Longa Duração (Best Long Contemporary Series Romance)
- Brazen Virtue: 1989 Golden Medallion por Melhor Suspense (Best Suspense)

#### RITA Awards
RITA Awards foram concedidos a autora pela Romance Writers of America.
- Night Shift: 1992 RITA Award por Melhor Suspense de Romance (Best Romantic Suspense)
- Night Shield:
- Divine Evil: 1993 RITA Award por Melhor Suspense de Romance (Best Romantic Suspense)
- Nightshade: 1994 RITA Award por Melhor Suspense de Romance (Best Romantic Suspense)
- Private Scandals: 1994 RITA Award por Melhor Título Único Contemporâneo (Best Contemporary Single Title)
- Hidden Riches: 1995 RITA Award por Melhor Suspense de Romance (Best Romantic Suspense)
- Born in Ice: 1996 RITA Award por Melhor Título Único Contemporâneo (Best Contemporary Single Title)
- Born in Ice: 1996 RITA Award por Melhor Romance de 1995 (Best Romance of 1995)
- Carolina Moon: 2001 RITA Award por Melhor Suspense de Romance (Best Romantic Suspense)
- Three Fates: 2003 RITA Award por Melhor Suspense de Romance (Best Romantic Suspense)
- Remember When — Part 1: 2004 RITA Award por Melhor Suspense de Romance (Best Romantic Suspense)
- Birthright: 2004 RITA Award por Melhor Título Único Contemporâneo (Best Contemporary Single Title)

#### Quill awards
Quill Awards foram concedidos a autora pela Quills Foundation.
- Angels Fall: 2006 Livro do Ano (Book of the year)
- Angels Fall: 2006 Romance
- Blue Smoke: 2007 Romance

### Como J.D. Robb
- Remember When: 2004 RITA Awards Best Novel winner
- Survivor in Death: 2006 RITA Awards Best Novel winner

Biggest Slut ever award 2014

## Adaptações
Diversos livros de Nora Roberts receberam adaptações para filmes. Sanctuary e Magic Moments, duas obras da autora, receberam adaptações como filmes feitos para a televisão. Em 2007, a Lifetime Television adaptou quatro romances da autora para a televisão:
- Angels Fall estrelado por Heather Locklear.
- Montana Sky estrelado por Ashley Williams.
- Blue Smoke estrelado por Alicia Witt.
- Carolina Moon estrelado por Claire Forlani.

Foi a primeira vez que a Lifetime adaptou várias obras de um mesmo autor.
Mais quatro filmes foram lançados consecutivamente em março e abril de 2009. A coleção de 2009 incluía:
- Northern Lights protagonizado por LeAnn Rimes e Eddie Cibrian.
- Midnight Bayou estrelado por Jerry O'Connell.
- High Noon com Emilie de Ravin.
- Tribute com Brittany Murphy no papel principal.